# سیب دریایی
سیب دریایی (انگلیسی: Sea apple) گونه‌ای خیار دریایی رنگین و تقریباً مدور است در سرده Paracucumaria و Pseudocolochirus که عمدتاً در آب‌های اقیانوس آرام و اقیانوس هند زندگی می‌کند. سیب‌های دریایی پالوده‌خوارند و دارای شاخک، بدنی بیضی‌وار، و پاهایی لوله‌ای هستند. سیب‌های دریایی به هنگام حس خطر، اندام‌های داخلی خود یا سمومی را به بیرون از بدن خود می‌ریزند.